# 白花槐
白花槐（学名：Sophora albescens）为豆科槐属下的一个种。

## 扩展阅读
- 維基物種上的相關：白花槐